# Genocide in Gaza
Verschillende organisaties en deskundigen stellen in 2025 dat Israël genocide in Gaza pleegt op het Palestijnse volk, als onderdeel van de na de Hamas-aanval op Israel in oktober 2023 begonnen oorlog in Gaza met de invasie van en bombardementen op de Gazastrook.
Ze baseren zich hiervoor op bronnen die bewijzen dat het Israëlisch leger zich in dit gebied heeft schuldig gemaakt aan grootschalige moordpartijen, het gebruik van uithongering als oorlogswapen, de vernietiging van civiele infrastructuur, aanvallen op medisch personeel en gedwongen volksverplaatsingen door het leger.

## Voorgeschiedenis
Reeds op 29 februari 2008 waarschuwde de Israëlische vice-minister van Defensie Matan Vilnai dat zijn land op het punt stond een grootschalige militaire operatie in Gaza te lanceren, als vergelding voor het afvuren van Qassam-raketten vanuit Gaza: “de Palestijnen zouden zichzelf een “grotere shoah” bezorgen.
In juli 2015 stelde de VN-Conferentie inzake Handel en Ontwikkeling (UNCTAD) dat Gaza tegen 2020 onbewoonbaar zou kunnen worden als de trends aanhouden. Door acht jaar economische blokkade en drie militaire operaties in zes jaar is de productie voor de binnenlandse markt vernietigd, export onmogelijk gemaakt, infrastructuur verwoest, geen tijd gelaten voor wederopbouw, en alle ontwikkeling niet alleen belemmerd, maar zelfs teruggedraaid.

## Achtergrond
De genocide zou zich afspelen tegen de achtergrond van de bredere humanitaire crisis in Gaza, waarbij er vooral sinds het begin van de oorlog in oktober 2023 een groot gebrek is ontstaan aan voedsel, brandstof, medicijnen en water, en een totale ineenstorting van de gezondheidszorg in de Gazastrook.
In april 2025 rapporteerde het Ministerie van Gezondheid in Gaza dat ten minste 50.500 gedode personen in de Gazastrook waren geïdentificeerd - 1 op 44 mensen - met een gemiddelde van 93 doden per dag. De meeste slachtoffers zijn burgers, waarvan minstens 50% vrouwen en kinderen. Vergeleken met andere recente wereldwijde conflicten behoren de aantallen bekende doden onder journalisten, humanitaire en gezondheidswerkers en kinderen tot de hoogste. Er liggen nog duizenden lijken onder het puin van verwoeste gebouwen. Het aantal gewonden is groter dan 100.000 en Gaza heeft de meeste kinderen met amputaties per hoofd van de bevolking ter wereld.
Meer dan 1,9 miljoen Palestijnen - 85% van de bevolking van de Gazastrook - zijn met geweld van hun woonplek verdreven. Israëlische (soms gedeeltelijke) grensblokkades hebben bijgedragen aan het tekort aan voedsel en de dreiging van hongersnood in Gaza, terwijl hulpkonvooien die wel humanitaire voorraden over de grens brachten, soms alsnog werden geblokkeerd of aangevallen. In het begin van het conflict sloot Israël de water- en elektriciteitsvoorziening van Gaza af. In augustus 2024 waren nog slechts 17 van de 36 ziekenhuizen in Gaza gedeeltelijk functioneel en 84% van de gezondheidscentra vernield of beschadigd. Israël heeft ook een groot aantal cultureel belangrijke gebouwen verwoest, zoals alle 12 universiteiten van Gaza, 80% van de scholen en talrijke moskeeën, kerken, musea en bibliotheken.
Het Israëlische kabinet keurde in mei 2025 een plan goed om Gaza permanent geheel te herbezetten en de Gazaanse bevolking te verplaatsen naar een klein "humanitair gebied" in het zuiden. Na de voorbereidende fase zou Gaza vanuit de lucht en vanaf de grond zwaar worden aangevallen, gecombineerd met het verplaatsen van de bevolking naar de zogenaamde 'veilige zones' in het Rafah-gouvernement; in de derde fase met een grondaanval gebieden worden veroverd voor een langdurige militaire bezetting. Premier Benjamin Netanyahu zei dat "de bevolking zou worden verplaatst … om hen te beschermen." De woordvoerder van het leger zei dat "het grootste deel van de bevolking zou worden verplaatst … om hen te beschermen." Minister Bezalel Smotrich zei dat veel Palestijnen geheel uit het gebied zouden worden verdreven als deel van een tactiek van de verschroeide aarde. Hij verklaarde dat "Gaza geheel zal worden vernietigd, veel Palestijnen zullen worden gezonden naar … het zuiden naar een humanitaire zone, en dat zij vanaf daar zouden beginnen in grote aantallen te vertrekken naar derde landen." Een partijgenoot van Netanyahu zei dat de operatie een "groot gebeuren van destructie en verdrijving zou worden, met als doel de bezetting van de hele Gazastrook." De directeur van Human Rights Watch zei over het plan: "Israël's blokkade heeft militaire tactieken verheven tot een instrument voor uitroeiing. Het plan, tezamen met alle eerdere systematische destructie en het gebruik van uithongering als oorlogswapen, stellen volgens HRW de plicht van verhindering van genocide voor verdragsstaten van het Genocideverdrag in werking. In januari 2024 waarschuwde een groep van prominente Israëli's in een open brief de Procureur-generaal en aanklagers al voor het negeren van ophitsing tot genocide en etnische zuivering door leidende figuren, van kabinetsleden en leden van het Israëlisch parlement tot voormalige topmilitairen, academici, mediafiguren en influencers. De uitlatingen variëerden van de wens tot "volledige verwoesting van Gaza" en "het doden van alle Palestijnen", tot "Een nieuwe nakba (verdrijving) als de enige oplossing."

## Gebruikers van de term
Al binnen een maand na de start van de bombardementen waarschuwden juristen en historici voor het grote risico op een genocide. Meerdere deskundigen spraken toen al van "een schoolvoorbeeld van genocide". Een directeur op Yale University ontkende dat juist, terwijl een collega alleen sprak van 'uitroeiing'. Ook de Palestijnen spraken al sinds het begin van de oorlog van genocide tegen hun volk. Daarna gingen steeds meer groepen en personen het een genocide noemen.
Organisaties die spreken van genocide zijn onder andere de UNSCIIP, een speciale commissie van de Verenigde Naties (United Nations Special Committee to Investigate Israeli Practices Affecting the Human Rights of the Palestinian People and Other Arabs of the Occupied Territories) en diverse niet-gouvernementele organisaties als Amnesty International en Human Rights Watch en Artsen zonder Grenzen.
Verschillende waarnemers, onder wie de speciale rapporteur van de Verenigde Naties Francesca Albanese, hebben aan de hand van uitspraken van hoge Israëlische functionarissen en acties van het Israëlische leger aangehaald, die mogelijk duiden op de intentie om (geheel of gedeeltelijk) de bevolking van Gaza te vernietigen, een noodzakelijke voorwaarde om aan de definitie van genocide te voldoen, zoals geformuleerd in het Genocideverdrag uit 1948. Experts zeiden tegen de VN-organisatie CEIRPP onder meer dat "het belangrijk is om een genocide een genocide te noemen".
Op 14 november 2024 schreef UNSCIIP in een vervolgrapport, dat de oorlogsmethoden van Israël in lijn zijn met genocide, inclusief het gebruik van uithongering als oorlogswapen. De VN-commissie Commission of Inquiry on the Occupied Palestinian Territory, including East Jerusalem, & Israel kwam in maart 2025 met een rapport over systematisch seksueel geweld en aanvallen op klinieken voor reproductieve gezondheid als oorlogswapen.
Amnesty International, Human Rights Watch en Artsen zonder Grenzen hebben zonder voorbehoud de Gaza-oorlog een genocide genoemd. Het ministerie van Buitenlandse Zaken van Israël reageerde eind december 2024 op het rapport door Amnesty International en noemde het 'antisemitische laster' en verzonnen, en herhaalde de vernietiging van Hamas als doel van de Israëlische aanvallen.
In 2025 noemde een toenemend aantal wetenschappers het gebeuren onomwonden genocide, en de Nederlandse krant NRC sprak zeven gerenommeerde genocide-onderzoekers, die de Israëlische acties als 'genocidaal' kwalificeerden. Het wetenschappelijke onderzoeksveld genocidestudies ziet het volgens hen niet als een ja/nee-vraag, maar als een proces. Wetenschappelijke inzichten blijken onder meer uit een reeks bijdragen in het Journal of Genocide Research.
In tegenstelling tot tal van organisaties, wetenschappers en journalisten, sprak het NIOD Instituut voor Oorlogs-, Holocaust- en Genocidestudies in mei 2025 niet van genocide maar van genocidaal geweld. Het NIOD heeft zelf geen onderzoek gedaan naar het geweld in Gaza, maar huldigt de opvatting dat er pas sprake is van genocide als dat is vastgesteld door een rechter.
Omer Bartov, Israëlisch-Amerikaans professor Holocaust- en genocidestudies aan de Brown-universiteit, oordeelde eind 2023 nog "dat er op dit moment geen bewijs is dat er genocide plaatsvindt in Gaza, hoewel het zeer waarschijnlijk is dat er oorlogsmisdaden en zelfs misdaden tegen de menselijkheid plaatsvinden". In juli 2025 stelde Bartov echter zijn oordeel bij, en schreef "I'm a Genocide Scholar. I Know It When I See It" ("Ik ben een genocideonderzoeker. Ik weet het als ik het zie").
Ook Israëlische mensenrechtenorganisaties typeerden het gebeuren eind juli 2025 als genocide: B'Tselem in haar rapport Our genocide, en Physicians for Human Rights - Israël in een stellingname A Health-Centered Analysis of the Gaza Genocide. De Israëlische auteur David Grossman noemde op 1 augustus 2025, in een interview met La Repubblica, de oorlog in Gaza "genocide": "Dat zeg ik met immens verdriet en een gebroken hart".

## Aanklacht door Zuid-Afrika bij het ICJ
Op 29 december 2023 spande Zuid-Afrika een zaak aan tegen Israel bij het Internationaal Gerechtshof over de mogelijke genocide op het Palestijnse volk sinds de start van de Gazaoorlog op 7 oktober 2023. Israël ontkent schuld, en zegt uitsluitend te handelen uit zelfverdediging en met inachtneming van het internationaal recht. Israël heeft tot 12 januari 2026 de tijd om argumenten ter verdediging in te dienen en daarna zullen er hoorzittingen volgen.

## Arrestatiebevelen door het ICC
Het Internationaal Strafhof vaardigde op 21 november 2024 internationale arrestatiebevelen uit voor Benjamin Netanyahu en Yoav Gallant vanwege oorlogsmisdaden en misdaden tegen de menselijkheid. Ook voor Hamas-leider Mohammed Deif werd op die dag een arrestatiebevel uitgevaardigd. Israël meldde reeds in juli 2024 dat Deif door hen was neergeschoten, maar zijn dood is pas in januari 2025 door Hamas bevestigd.

## Groep van Den Haag (The Hague Group)
In januari 2025 besloot een groep van landen om samen, onder de naam The Hague Group, gecoördineerde wettige en diplomatieke maatregelen te treffen tegen wat zij zien als grove schendingen van het internationaal recht door Israël in de door deze staat bezette Palestijnse gebieden. De groep bestond bij oprichting uit Bolivia, Colombia, Cuba, Honduras, Maleisië, Namibië, Senegal en Zuid-Afrika.